# Michael Larsen (fodboldspiller, født 1969)
 For alternative betydninger, se Michael Larsen (flertydig). (Se også artikler, som begynder med Michael Larsen)
Michael Larsen (født 16. oktober 1969) er en dansk tidligere fodboldspiller, der spillede som midtbane.
Han spillede to kampe for Danmarks fodboldlandshold i 1993 og repræsenterede Danmark ved sommer-OL 1992. Han spillede hele sin karriere i Silkeborg IF og var med til at vinde Superligaen 1993-94 og DBU's Landspokalturnering for herrer 2000-01.

## Karriere
Han skiftede i 1992 fra B1913 til Silkeborg IF. Han fik sin debut for Silkeborg den 22. marts 1992 i en 1-1-kamp mod Brøndby IF.
Han var igennem karrieren hårdt plaget af skader, og en hofteskade tvang ham i februar 2003 til at stoppe karrieren.

## Anden virke
Han var deltidsansat som fysioterapeut i Silkeborg IF under sin uddannelse. Efter endt uddannelse og et ophold i Randers FC blev han igen ansat i Silkeborg IF.